# Елефантинські папіруси

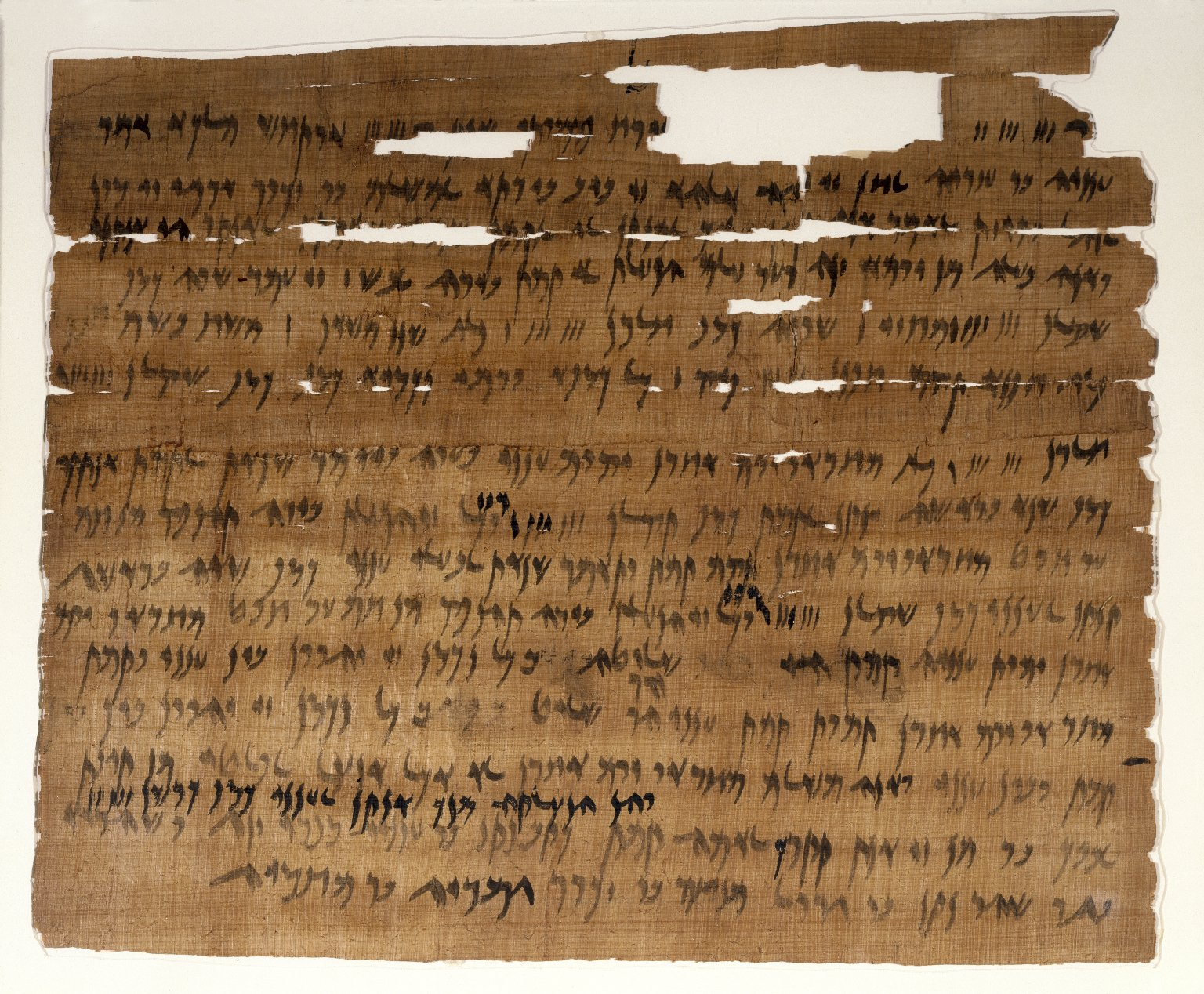
Документ про шлюб Анани і Тамут 3 липня 449 р до н.е.

Елефантинські папіруси — це 175 документів, ділових листів, що були написані єгипетською, грецькою, латинською та арамейською мовами. Папіруси були взяті з єгипетських прикордонних фортець Елефантина та Асуан. Охоплюють період з 495 до 399 р. до н. е.
Серед них є приватне листування євреїв, що проживали в Елефантині, а зокрема листи відправлені царем Манасієм на допомогу фараону Псамметіху. Листи були знайдені біля меж Нубії, на острові Елефантина.
Елефантинські документи містять листи та юридичні контракти з сімейних та інших архівів: документи про розлучення, передачу рабів, різні повсякденні справи. Вони також є цінним джерелом знань про право, суспільство, релігію, мову та ономастику.
Архів елефантинського гарнізону зберігся завдяки посушливому клімату Нижнього Єгипту. Документи були виявлені німецькими дослідниками наприкінці XIX століття і публікувалися з 1906 по 1953 роки.  

## Єврейський храм в Елефантині
Під час розкопок, які проводились у 1967 році, виявили залишки єврейської колонії, що розташовувалась у невеликому храмі.
«Петиція до Багоас» — це лист, який закликав до допомоги у відновленні єврейського храму в Елефантині. На той час він був сильно пошкоджений громадою Елефантини. Документ був написаний в 407 р. до н. е. до провінційного губернатора Юдеї Багоаса. Своєю чергою Багоас дав свій дозвіл на відновлення храму.
До середини 4 ст. до н. е. храм в Елефантині припинив існування.

## Сімейний архів Ананії та Тамута
Вісім папірусів надають конкретну інформацію про щоденне життя чоловіка, на ім'я Ананія, його дружини Тамут, їхніх дітей і єгипетського раба. Архів Ананії й Тамута виявили на острові Елефантина в 1893 році. Він був розбитий на категорії: шлюбний контракт, операції з нерухомістю та кредитна угода. Згодом архів був придбаний Чарльзом Едвіном Вілбуром.